# 梁毅文
梁毅文（1903年12月26日—1991年3月30日），女，广东番禺人，中国妇产科专家，曾任广州市第二人民医院院长，第三届全国人大代表，第三、五、六届全国政协委员。